# Quinto Apronio
Quinto Apronio  (in latino Quintus Apronius; fl. I secolo a.C.) è stato un militare romano.

## Biografia
Fu il capo dei decumani in Sicilia durante il governo di Verre (73-71 a.C.), che fu bersaglio di insulti di Marco Tullio Cicerone per la sua rapacità e la sua malvagità . Particolarmente odioso fu l'episodio che vide Apronio trattare in maniera vergognosa Quinto Lollio, un cittadino romano novantenne della Sicilia ed appartenente all'ordine equestre.